# Ринер, Тедди
Тедди Пьер-Мари Ринер (фр. Teddy Pierre-Marie Riner; род. 7 апреля 1989, Пуэнт-а-Питр) — французский дзюдоист, обладатель 5-го дана, пятикратный олимпийский чемпион (индивидуальные соревнования 2012, 2016, 2024, командные соревнования 2020, 2024), 12-кратный чемпион мира, 5-кратный чемпион Европы, многократный чемпион Франции. Выступал в категории свыше 100 кг. Самый титулованный спортсмен в истории дзюдо. Трижды признавался спортсменом года во Франции (2012, 2016, 2017). Рост — 204 см, вес — около 150 кг.
В 2009—2024 годах на взрослом уровне потерпел всего четыре поражения: 15 августа 2008 года в полуфинале Олимпийских игр в Пекине от Абдулло Тангриева из Узбекистана, 13 сентября 2010 года в финале чемпионата мира в абсолютной категории от японца Дайки Камикавы и 30 июля 2021 года в четвертьфинале Олимпийских игр 2020 в Токио от Тамерлана Башаева. На протяжении более 9 лет, с 2011 года по 2019 годы, не знал поражений на татами, одержав в общей сложности 157 побед подряд.

## Биография
Хотя Ринер родился в Гваделупе, вскоре после рождения его семья переехала в Париж в северный район Ла-Шапель в XVIII округе. В 5 лет Ринер начал посещать спортивный клуб «Аквабульвар» (фр. Aquaboulevard) в XV округе, где было множество спортивных дисциплин, в том числе и дзюдо, которому в 13 лет, несмотря на интерес к баскетболу и футболу, он решил окончательно посвятить свою жизнь.
Ринер состоит в гражданском браке с Лютной Плокус. 1 апреля 2014 года у них родился сын Эден, а в октябре 2018 года — дочь Исис. Ринер приходится кузеном певцу Бруно Бозиру «Док Гинеко».
26 июля 2024 года вместе с легкоатлеткой Мари-Жозе Перек зажёг огонь летних Олимпийских игр в Париже.

### Спортивная карьера

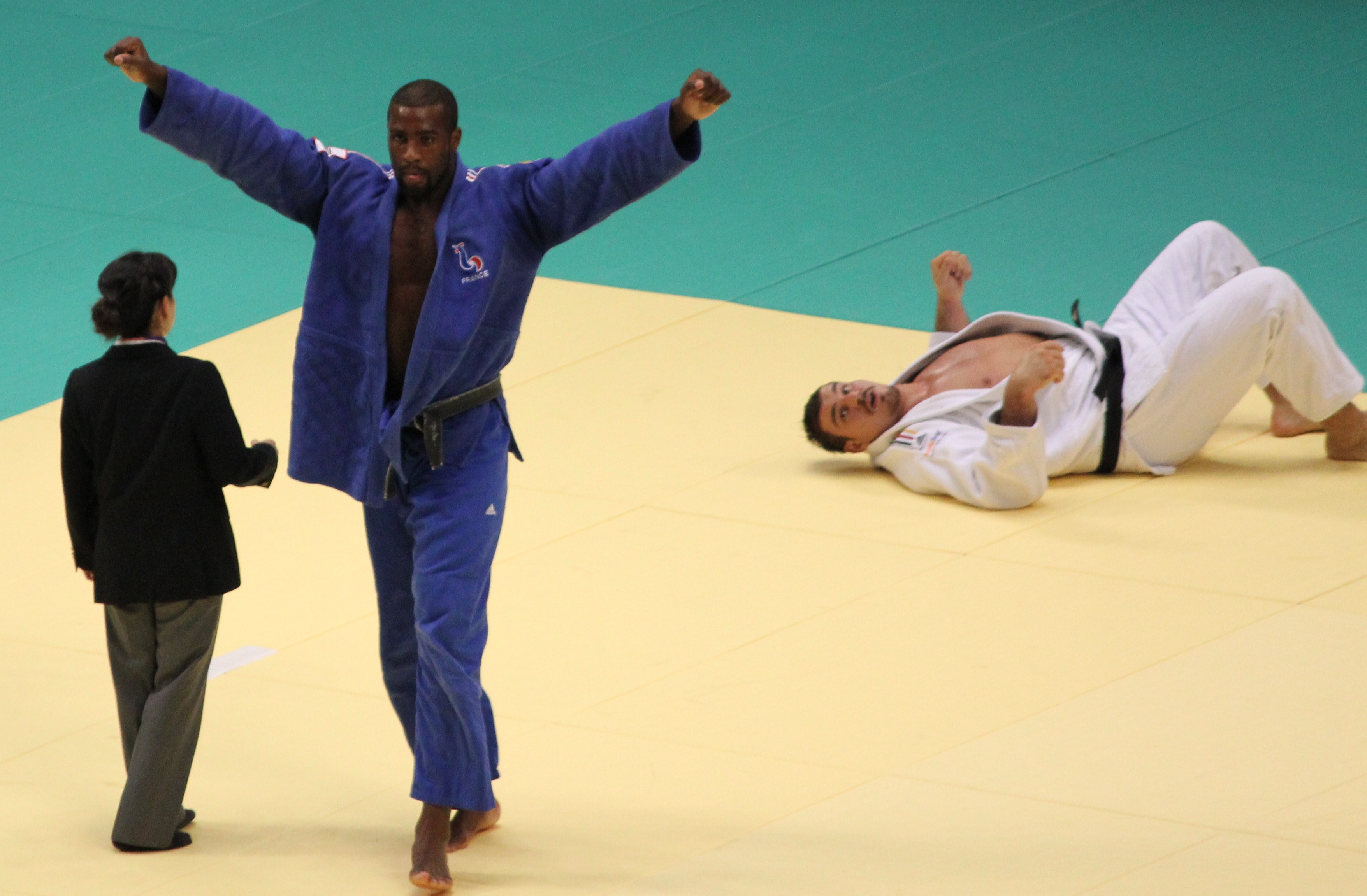
Ринер (в синем) после победы в финале чемпионата мира 2010 года над Андреасом Тёльцером

Ринер был двукратным чемпионом мира среди юниоров (2006 и 2008), а также чемпионом Европы среди юниоров (2006). Чемпионом мира среди взрослых Ринер впервые стал в Рио-де-Жанейро в 2007 году (победив в финале россиянина Тамерлана Тменова) в возрасте 18 лет и 5 месяцев, что сделало его самым молодым чемпионом мира в истории дзюдо среди мужчин (знаменитая японка Рёко Тани в 1993 году выиграла свой первый чемпионат мира в возрасте 18 лет и 1 месяца).
На следующий год на Олимпиаде в Пекине Ринер неожиданно проиграл в полуфинале узбекскому дзюдоисту Абдулло Тангриеву, а затем в схватке за бронзу победил грузина Лашу Гуджеджиани. В декабре 2008 года Тедди победил на первом чемпионате мира по дзюдо в абсолютной весовой категории, выиграв в финале у трёхкратного чемпиона мира россиянина Александра Михайлина (до этого турниры в абсолютной категории проводились в рамках общих чемпионатов мира).
В июле 2009 года выиграл золото на Средиземноморских играх в Пескаре в категории свыше 100 кг. В конце августа 2009 года 20-летний Тедди стал трёхкратным чемпионом мира, победив в категории свыше 100 кг на чемпионате мира в Роттердаме (в финале выиграл у кубинца Оскара Брайсона). При этом он стал единственным французом, выигравшим медаль на том чемпионате (француженки выиграли 2 медали).
В сентябре 2010 года на чемпионате мира в Токио Ринер выиграл золото в категории свыше 100 кг, а также серебро в абсолютной категории (в финале японец Дайки Камикава оказался сильнее Тедди). В августе 2011 года выиграл 2 золота чемпионата мира в Париже — свыше 100 кг и в составе мужской команды Франции.

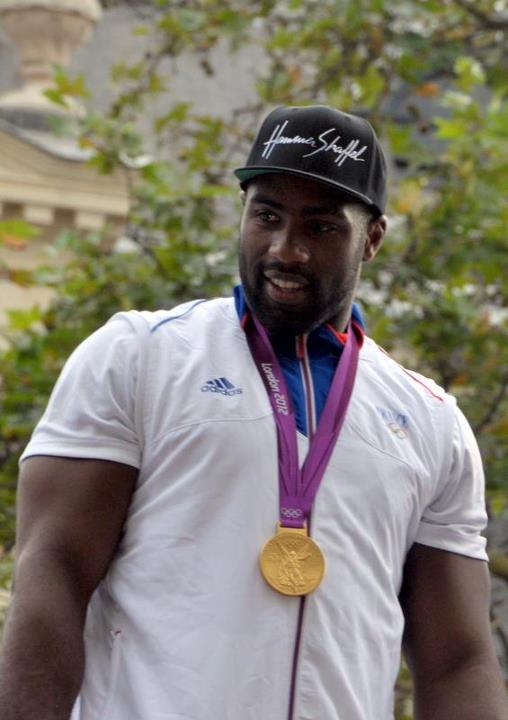
Ринер с золотой олимпийской медалью 2012 года

В 2012 году на Олимпийских играх в Лондоне стал чемпионом, победив в финале Александра Михайлина. По итогам 2012 года Ринер был признан газетой L’Équipe лучшим спортсменом Франции.
В 2014 году на чемпионате мира в Челябинске стал чемпионом в категории свыше 100 кг, победив в финале японца Рю Ситиноэ. Через год в Астане седьмой раз подряд выиграл золото чемпионата мира в категории свыше 100 кг, вновь победив в финале Ситиноэ.
В 2016 году на Олимпийских играх в Рио-де-Жанейро второй раз стал олимпийским чемпионом, победив в финале японского дзюдоиста Хисаёси Харасаву. Ринер повторил достижение другого французского дзюдоиста Давида Дуйе, который побеждал в тяжёлой категории на Играх 1996 и 2000 годов. Также в Бразилии Ринер нёс флаг Франции на церемонии открытии Игр.
2 сентября 2017 года на чемпионате мира в Будапеште стал 10-кратным чемпионом мира победив в финале бразильца Давида Моуру.
В ноябре 2017 года в Марракеше выиграл золото на чемпионате мира в абсолютной весовой категории.
В апреле 2018 года стало известно, что Ринер принял решение пропустить чемпионаты мира 2018 и 2019 годов. В 2019 году в финале турнира Большого шлема в Бразилии победил Давида Моуру.
В 2020 году на турнире Большого шлема в Париже впервые с сентября 2010 года проиграл бой, уступив в третьей схватке японцу Кокоро Кагеура. Этот проигрыш прервал его серию из 154 побед подряд, которая длилась более 9 лет.
30 июля 2021 года Ринер проиграл в четвертьфинале Олимпийских игр 2020 в Токио от Тамерлана Башаева.
В 2023 году на чемпионате мира в Дохе дошёл до финала, где встретился с выступавшим под нейтральным статусом Иналом Тасоевым. Победитель не был выявлен в основное время, и схватка перешла в овертайм, который длился до первого результативного действия. Тасоев, защищаясь от проводимого Ринером приёма, сумел провести контрприём, однако судьи не засчитали ему это действие, решив, что Инал не контролировал ситуацию и сам потерял опору. В следующей же атаке Тедди провёл решающий приём и был признан победителем. После награждения произошёл скандал, поскольку в прессе стали известны обстоятельства проигнорированного судьями приёма от Инала в овертайме. Судейская комиссия Международной федерации дзюдо вынуждена была принести извинения за допущенную ошибку, пообещав не допускать подобного повторения в будущем, но через несколько дней Международная федерация дзюдо приняла и вовсе беспрецедентное решение, решив объявить чемпионами обоих участников — и Тасоева, и Ринера — и присудить им обоим золотые медали.
На Олимпийских играх 2024 года в Париже завоевал золотую медаль, одолев в финальной схватке корейца Кима Мин Джона. Также стал чемпионом в смешанных командах, при этом принёс сборной Франции решающее победное очко в финале.
В 2025 году Ринер заявил, что не исключает возможность своего выступления на Олимпийских играх 2028 года в Лос-Анджелесе.

## Государственные награды
- Кавалер ордена «За заслуги» (2008)
- Кавалер ордена Почётного легиона (2013)
- Офицер ордена «За заслуги» (2016)[7]